# Pippa przechodzi

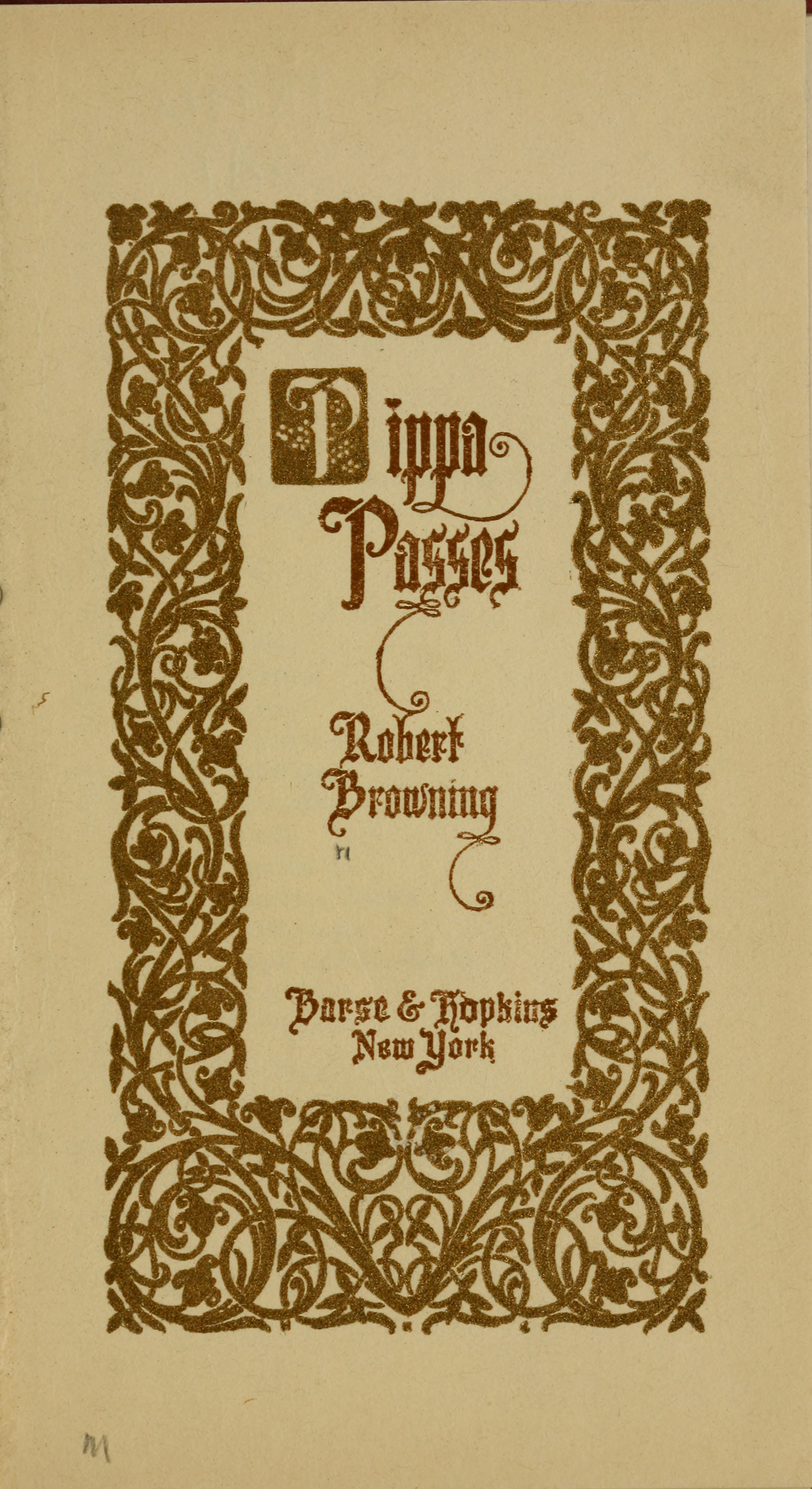
Wydanie utworu z 1910 roku

Pippa przechodzi (ang. Pippa Passes) – dramat poetycki angielskiego poety, czołowego przedstawiciela epoki wiktoriańskiej, Roberta Browninga, opublikowany w 1841 w serii Bells and Pomegranates. Utwór stanowi zbiór scen połączonych osobą głównej bohaterki, Pippy. 

## Pieśń poranna
Najbardziej znanym fragmentem dramatu jest poniższa strofa, funkcjonująca jako samodzielny utwór liryczny, zwykle pod tytułem Morning Song:
The year’s at the spring,
And day’s at the morn;
Morning’s at seven;
The hill-side ’s dew-pearl’d;
The lark’s on the wing;
The snail’s on the thorn;
God ’s in His heaven —
All ’s right with the world.

## Obraz
Irlandzki malarz John Butler Yeats (1839-1922), ojciec poety, zainspirowany dramatem Browninga, namalował obraz zatytułowany Pippa Passes. Malowidło przedstawia główną bohaterkę utworu w drodze przez las. Rysunek Pippa Passes sporządziła też Elizabeth Siddal.

## Miasto
Amerykańskie miasto Pippa Passes w stanie Kentucky zostało tak nazwane (przez Alice Lloyd i June Buchanan) na wzór dramatu Browninga. Wcześniej było znane jako Caney Creek.

## Tłumaczenia
Na język polski całość dramatu przełożył Jan Kasprowicz. Przekład ukazał się w 1910. W 1912 został włączony do antologii Arcydzieła europejskiej poezyi dramatycznej. Fragmenty utwory tłumaczyli także Jerzy Pietrkiewicz, Juliusz Żuławski, Maciej Froński i Wiktor Jarosław Darasz. Na rosyjski utwór przełożył Nikołaj Gumilow.